# Geoffrey C. Bowker
Geoffrey C. Bowker ou Geof est un sociologue des sciences et technologies travaillant aux États-Unis. Il est chercheur en Science and technology studies à la School of Information Sciences de l'Université de Pittsburg, après avoir été le directeur du Center for Science, Technology and Society (CSTS) de l'université de Santa Clara.
Ses travaux portent, en particulier, sur le développement des « cyberinfrastructures » des sciences. Il s'intéresse également à l'histoire de la géologie au XIXe siècle, à la cybernétique et aux sciences de l'environnement. Ses dernières recherches portent sur l'informatique de la biodiversité, s'interrogeant sur la manière dont les scientifiques (appartenant aux nombreux domaines qui participent au phénomène de la biodiversité) parviennent à communiquer entre eux, et comment les pratiques et la structure des données affectent ce processus. Bowker a travaillé notamment en contribution avec Susan Leigh Star. Sa démarche s'apparente à celle de la théorie de l'acteur-réseau[réf. nécessaire].

## Publications
- (en) Science on the run : information management and industrial geophysics at Schlumberger, 1920-1940, Cambridge, Mass ; London : MIT Press, 1994.
- (en) Social Science, Technical Systems and Cooperative Work: Beyond the Great Divide, Erlbaum, 1997.
- (en) avec Susan Leigh Star, Sorting things out : classification and its consequences, Cambridge, Mass. ; London : MIT Press, 1999.
- (en) Memory practices in the sciences, Cambridge, Mass. ; London : MIT Press, 2005. (Prix Ludwik Fleck, de la Society for Social Studies of Science)